# 綱川立彦
綱川 立彦（つなかわ たつひこ、生年月日非公表）は、日本の声楽家（バリトン）、音楽教育者、合唱指揮者。

## 経歴
福岡県生まれ。武蔵野音楽大学卒業後、同大学院を修了。福島敬晃、ルドルフォ・リッチ、リヒャルト・ホルム、畑中良輔、畑中更予の各氏に師事。
これまで東京室内歌劇場、二期会などのオペラ公演に数多く出演してきた。日本演奏連盟主催によるリサイタル、二期会、室内歌劇場、青の会、詩と音楽の会、民音、奏楽堂、紀尾井ホール、音楽之友社、音楽工房、正派合奏団、東京コンサーツ、日本歌曲振興波の会など、多くの団体主催の演奏会に出演している。特に日本歌曲の演奏に定評があり邦人作曲家の新作初演も数多く行っており、自身のリサイタルにおいても積極的に新作曲を取り上げてきた。奏楽堂日本歌曲コンクール作曲部門においては初回開催以来、ほぼ毎年入賞曲の初演者としてこれまで20数曲を演奏し若手作曲家の受賞に貢献している。テレビ朝日『題名のない音楽会』、NHK『FMリサイタル』、NHK第2『新しい日本の歌』等に出演し好評を博している。第1回奏楽堂日本歌曲コンクール第3位、第3回奏楽堂日本歌曲コンクール第2位。木下保賞を受賞（2回）。
演奏活動の一方、後進及び合唱の指導にも力を入れている。2001年に畑中良輔の求めに応じて慶應義塾ワグネル・ソサィエティー男声合唱団のヴォイストレーナーに就任。第51回（2002年）東京六大学合唱連盟定期演奏会において『シューベルト男声合唱曲集』を指揮（ピアノは妻の綱川恵）。2012年1月の畑中の勇退までヴォイストレーナーを務める。2019年現在、東洋大学白山グリークラブ、燕友合唱団（東京工業大学 男声合唱団 Schwalben Chor OB会）、宇都宮高校合唱部ヴォイストレーナー。
麻布童謡唱歌を楽しむ会指揮者。秋草学園短期大学、和泉短期大学非常勤講師。元・東京国際大学、戸板女子短期大学非常勤講師。（公財）音楽文化創造編集委員。二期会会員、同ドイツ歌曲研究会実行委員、同研究会駅伝コンサート実行委員。青の会会員。日本演奏連盟会員。日本歌曲振興波の会理事。